# 리바 (밴드)
리바(Riva)는 1986년 자다르에서 결성한 크로아티아의 팝 밴드이다.
1986년 결성된 이후 이 밴드는 자그레브페스트 1988에 등장하였으며 Zadnja Suza(크로아티아어로 '마지막 눈물'을 의미)라는 곡을 공연했다.
곡 Rock Me는 스위스를 대표하여 유로비전 송 콘테스트 1989에서 137점을 받으며 우승하였다. "유로비전 송 콘테스트 - 공식 역사"The Eurovision Song Contest – The Official History의 저자 존 케네디 오코너에 따르면 이것은 예측하지 못했던 우승이었다.
성공 이후 이 밴드는 2개의 차기 음반을 발매했는데, 하나는 우승을 가져다준 곡 Rock Me(1989년), 그리고 다른 하나는 Srce Laneta(크로아티아어로 "라네타의 마음")이다.

## 구성원
- Emilija Kokić – 보컬
- Dalibor Musap – 보컬, 키보드
- Nenad Nakić – 보컬, 베이스
- Zvonimir Zrilić – 기타, 보컬
- Boško Colić – 드럼
- Aleksandra Kalafatović – 키보드